# Effetti indesiderati (film)
Effetti indesiderati è un film del 2015 diretto da Claudio Insegno.

## Trama
I tre fratelli Giuseppe, Ciro e Mimmo La Vecchia sono proprietari di un caseificio campano dedito alla produzione di mozzarella di bufala; dopo la scomparsa del padre, trovandosi in debito con don Lello, essi devono affrontare l’imminente chiusura dell’attività. Giuseppe e Ciro, decisi a cercar fortuna all’estero, al momento della partenza, s’imbattono in un furgone rubato, lasciato incustodito, contenente un carico di bevande energetiche dal potenziale afrodisiaco, ancora fuori commercio, con la relativa formula segreta. Pensando che il fortuito ritrovamento possa risolvere i loro problemi, i due fratelli, all’insaputa di Mimmo, nascondono il carico nei silos vuoti del caseificio e si rivolgono a don Lello per rivendere il prodotto e saldare il loro debito; lo stesso don Lello intende cedere la merce al suo creditore, il terribile don Gennaro, e scopre che il furgone era stato rubato proprio da quest’ultimo. Intanto Giuseppe e Ciro sono incalzati dalle indagini della polizia, mentre Mimmo, sempre all’oscuro di tutto, viene pestato dagli scagnozzi di don Gennaro oramai propenso a rimpossessarsi del carico.
Data l’evoluzione negativa degli eventi, la comunità locale decide di aiutare i fratelli La Vecchia e, senza avvertire i diretti interessati, si adopera per riavviare la produzione casearia versando il latte nei silos che si presumono vuoti, ignorandone il contenuto. Di conseguenza, l’attività dell’azienda riparte ad un ritmo sorprendentemente elevato anche perché il composto energetico presente nei silos, combinato con il latte, ha prodotto una mozzarella dai potenti effetti afrodisiaci risvegliando i sensi della popolazione locale e dei territori limitrofi.
Il successo imprevisto dell’attività dei La Vecchia scatena la reazione di don Gennaro che, in combutta con don Lello, fa partire una denuncia per contaminazione del prodotto provocando la chiusura temporanea dell’azienda. Inoltre i due malfattori, con la complicità di un assessore regionale corrotto, intendono utilizzare l’edificio dei La Vecchia per nascondere un carico di rifiuti tossici, proveniente da Torino, da sversare illegalmente nel sottosuolo. Per tutta risposta i tre fratelli organizzano un piano per costringere i loro rivali a fuggire sul furgone rubato dopo aver finto di consegnare loro la formula segreta del prodotto. Il piano riesce, i La Vecchia festeggiano con la comunità riunita nel piazzale del loro casolare, mentre don Gennaro e don Lello si ritrovano a Torino davanti allo Juventus Stadium dove scoprono che il furgone usato per la fuga contiene i rifiuti destinati allo sversamento illegale.

## Produzione
Il film, uscito nelle sale cinematografiche nel mese di ottobre del 2015, tratta i problemi connessi al fenomeno della Terra dei Fuochi in chiave brillante. Le riprese si sono concentrate nell’entroterra dell’Alto Casertano, in particolare nei comuni di Caiazzo e Alvignano.